# Primera División de Reunión 2018
La Primera División de Islas Reunión 2018 fue la 69.ª edición de la Primera División de Reunión. El campeón defensor es el JS Saint-Pierroise.

## Formato
Los 14 equipos jugarán entre sí todos contra todos dos veces totalizando 26 partidos cada uno; al término de las 26 jornadas el equipo con más puntos será campeón y en caso de requisitos establecidos se clasificará a la Liga de Campeones de la CAF 2019-20, mientras que los dos últimos clasificados descenderán a la Segunda División de Reunión 2019, además el antepenúltimo clasificado jugará el play-off de regalación contra el tercer lugar de la Segunda División.

## Equipos participantes
| Pos.   | Equipo               |
| ------ | -------------------- |
| 1      | JS Saint-Pierroise   |
| 2      | AS Excelsior         |
| 3      | US Sainte-Marienne   |
| 4      | Saint-Denis FC       |
| 5      | SS Jeanne d'Arc      |
| 6      | OCSA Léopards        |
| 7      | AS Marsouins         |
| 8      | SS Saint-Louisienne  |
| 9      | AS Sainte-Suzanne    |
| 10     | AJ Petite-Île        |
| 11     | Saint-Pauloise FC    |
| 1 (SD) | US Stade Tamponnaise |
| 2 (SD) | AF Saint-Louisien    |
| 3 (SD) | AS Capricorne        |

### Ascensos y descensos
| Pos. | Ascendidos de Segunda División 2017 |
| ---- | ----------------------------------- |
| 1    | US Stade Tamponnaise                |
| 2    | AF Saint-Louisien                   |
| 3    | AS Capricorne                       |

| Pos. | Descendidos de Primera División 2017 |
| ---- | ------------------------------------ |
| 12   | SDEFA                                |
| 13   | Trois Bassins FC                     |
| 14   | ASC Grands Bois                      |

## Tabla de posiciones
Actualizado el 16 de diciembre de 2018.
| Pos. | Equipo               | PJ | PG | PE | PP | GF | GC | DG  | Pts. | Clasificado a                                 |
| ---- | -------------------- | -- | -- | -- | -- | -- | -- | --- | ---- | --------------------------------------------- |
| 1    | JS Saint-Pierroise   | 26 | 18 | 5  | 3  | 61 | 13 | +48 | 85   | Campeón y Liga de Campeones de la CAF 2019-20 |
| 2    | SS Jeanne d'Arc      | 26 | 17 | 4  | 5  | 35 | 14 | +21 | 84   | Copa Confederación de la CAF 2019-20          |
| 3    | AS Excelsior         | 26 | 14 | 6  | 6  | 49 | 22 | +27 | 74   |                                               |
| 4    | Saint-Denis FC       | 26 | 11 | 8  | 7  | 40 | 26 | +14 | 67   |                                               |
| 5    | US Sainte-Marienne   | 26 | 10 | 10 | 6  | 27 | 24 | +3  | 65   |                                               |
| 6    | US Stade Tamponnaise | 26 | 11 | 4  | 11 | 27 | 29 | -2  | 63   |                                               |
| 7    | SS Saint-Louisienne  | 26 | 9  | 8  | 9  | 31 | 35 | -4  | 61   |                                               |
| 8    | AS Sainte-Suzanne    | 26 | 7  | 11 | 8  | 30 | 30 | 0   | 58   |                                               |
| 9    | AS Marsouins         | 26 | 7  | 8  | 11 | 19 | 33 | -14 | 55   |                                               |
| 10   | Saint-Pauloise FC    | 26 | 8  | 5  | 13 | 27 | 47 | -20 | 55   |                                               |
| 11   | AF Saint-Louisien    | 26 | 7  | 7  | 12 | 19 | 36 | -17 | 54   |                                               |
| 12   | AS Capricorne        | 26 | 5  | 10 | 11 | 15 | 28 | -13 | 51   | Play-off de regalación                        |
| 13   | AJ Petite-Île        | 26 | 4  | 7  | 15 | 26 | 36 | -10 | 45   | Descenso a Segunda División 2019              |
| 14   | OCSA Léopards        | 26 | 4  | 5  | 17 | 22 | 55 | -33 | 43   | Descenso a Segunda División 2019              |